# Jürgen Richter-Gebert

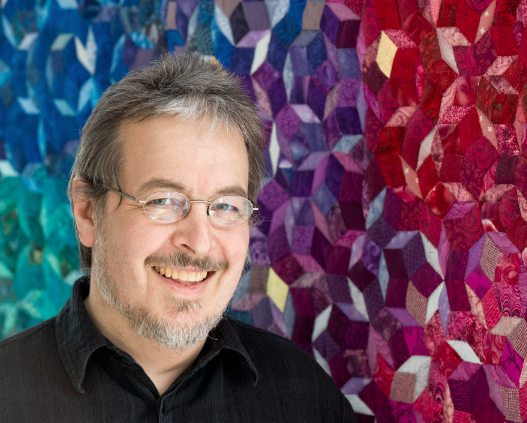
Jürgen Richter-Gebert (2011)

Jürgen Richter-Gebert (* 26. August 1963 in Darmstadt) ist Professor für Mathematik an der TU München.

## Leben
Richter-Gebert studierte an der TU Darmstadt Mathematik und promovierte 1992 sowohl an der TU Darmstadt (bei Jürgen Bokowski) als auch an der KTH Stockholm (bei Anders Björner). Nach zwei Jahren in industriellen Forschungs- und Entwicklungslabors wechselte er 1994 an die TU Berlin in die Arbeitsgruppe von Günter M. Ziegler und habilitierte sich dort 1995. Von 1997 bis 2001 hatte er eine Assistenzprofessur für Theoretische Informatik an der ETH Zürich inne. Im Jahr 2001 wurde er als Ordinarius für Geometrie und Visualisierung an die TU München berufen.
Die Forschungsschwerpunkte von Richter-Gebert liegen im Bereich der kombinatorischen, dynamischen und computerorientierten Geometrie. Neben Arbeiten im Bereich der Polytoptheorie gilt sein besonderes Interesse der „computergerechten Strukturierung von Geometrie“. Im Speziellen entwickelt er Verfahren zur automatischen Generierung von Beweisen geometrischer Sätze und arbeitet an der Implementierung mathematischer Visualisierungsprogramme.
Darüber hinaus setzt sich Richter-Gebert aktiv für die Vermittlung von Mathematik an eine breitere Öffentlichkeit ein. Er ist Gründer und Leiter der Mathematikausstellung ix-quadrat an der TU München in Garching, Coautor des Mathematik-Visualisierungsprogramms Cinderella (mit Ulrich Kortenkamp) und betreibt das Internet-Portal Mathe-Vital. Ferner ist er maßgeblich an  der Wanderausstellung Imaginary beteiligt.
Richter-Gebert ist verheiratet und hat eine Tochter.

## Auszeichnungen
- 2000: European Academic Software Award (mit dem Programm Cinderella, gem. mit Ulrich Kortenkamp)
- 2001: Deutscher Bildungssoftwarepreis Digita2001 (mit dem Programm Cinderella, gem. mit Ulrich Kortenkamp)[2]
- 2008: Medida-Prix: trinationaler mediendidaktischer Hochschulpreis (mit dem Projekt Mathe-Vital)[3]
- 2010: Karl-Max-von-Bauernfeind-Medaille der TU München[4]
- 2011: Ars-legendi-Preis für exzellente Hochschullehre[5]
- 2013: Gauß-Vorlesung
- 2021: Communicator-Preis
- 2022: Mitglied der Deutschen Akademie der Technikwissenschaften (acatech)[6]